# Ventridens volusiae
Ventridens volusiae är en snäckart som först beskrevs av Henry Augustus Pilsbry 1900.  Ventridens volusiae ingår i släktet Ventridens och familjen Zonitidae. Inga underarter finns listade i Catalogue of Life.